# كسوف الشمس 13 يوليو 2018

يوضح هذا المشهد حدوث ظاهر الكسوف التي تحجب ضوء الشمس عن الكرة الارضية بتدخل القمر بين الشمس والكرة الارضية

حدث كسوف جزئي للشمس في 13 يوليو 2018. يحدث كسوف للشمس عندما يمر القمر بين الأرض والشمس ، وبالتالي يحجب صورة الشمس كليًا أو جزئيًا عن مشاهد على الأرض. يحدث كسوف جزئي للشمس في المناطق القطبية من الأرض عندما يغيب مركز ظل القمر عن الأرض. لامس ظل القمر جزءًا صغيرًا من القارة القطبية الجنوبية وجنوب أستراليا. لاحظت ولاية تسمانيا ، الواقعة في أقصى جنوب البلاد ، حدوث كسوف بلغت قوته حوالي 0.1 درجة. كان الخسوف مرئيًا أيضًا في جزيرة ستيوارت ، وهي جزيرة تقع جنوب نيوزيلندا.